# George A. Romero
Pour les articles homonymes, voir Romero.
George Andrew Romero, né le 4 février 1940 à New York (État de New York, États-Unis) et mort le 16 juillet 2017 à Toronto (Ontario, Canada), est un réalisateur, scénariste, acteur et auteur américain.
À travers ses films d'horreur, mettant souvent en scène des morts-vivants, Romero a pu critiquer les discriminations (La Nuit des morts-vivants, Le Territoire des morts), la société de consommation (Zombie) ou encore les phénomènes de médiatisation (Chronique des morts-vivants).

## Biographie

### Origines
George A. Romero naît dans le quartier du Bronx à New York. Il est le fils d'Anne (Dvorsky) et de George M. Romero. Sa mère était lituanienne et son père d'origine espagnole.
Romero grandit dans la ville de New York. Il tourne ses premiers films à l'âge de 14 ans et connaît d'ailleurs quelques déboires avec la police après la chute depuis une fenêtre d'un mannequin en feu. Il s'inscrit à l'université Carnegie-Mellon de Pittsburgh.

### Carrière
Après son diplôme, il commence à tourner, principalement des courts métrages et des publicités. À la fin des années 1960, il fonde avec des amis la société Image Ten Productions. Ils regroupent 114 000 $, dont 60 000 de leurs poches, pour produire en 1968 La Nuit des morts-vivants. Écrit en collaboration avec John A. Russo, le film deviendra culte les années suivantes et rapportera entre quatre et cinq millions de dollars.

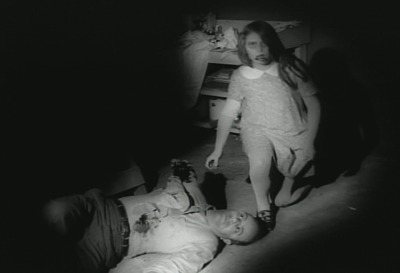
Scène de La Nuit des morts-vivants.

Ses films suivants sont moins populaires : There's Always Vanilla (1971), La Nuit des fous vivants (1973), Season of the Witch (1973) et Martin (1976). Bien que n'étant pas aussi acclamés que La Nuit des morts-vivants ou d'autres de ses films plus récents, ceux-ci portent sa marque : un commentaire social généralement sur fond de terreur. Comme la plupart de ses films, ceux-ci furent tournés dans sa ville favorite, Pittsburgh, ou dans ses environs.
En 1978, Romero revient au film de zombies avec Dawn of the Dead. Sorti sous ce titre aux États-Unis, il est remonté par Dario Argento et sorti sous le titre Zombie en Europe. Tourné avec un budget de 1,5 million de dollars, le film en rapporte 40 et Entertainment Weekly le choisit pour sa liste des plus grands films culte en 2003.
À la fin des années 1970, Romero est pressenti pour réaliser Les Vampires de Salem, d'après le roman de Stephen King. Il finit par abandonner le projet quand celui-ci passe du statut de film à celui de mini-série, mais sympathise à cette occasion avec l'écrivain. Les deux hommes bâtissent ensemble le projet du film à sketches Creepshow (1982), qui connaît un certain succès. Par la suite, Romero passe un an à travailler sur l'adaptation de Simetierre (1989) mais quitte le film quand les producteurs décident d'en modifier la fin. Il réalise ensuite une autre adaptation d'un roman de King, La Part des ténèbres (1992), mais le film est un échec.

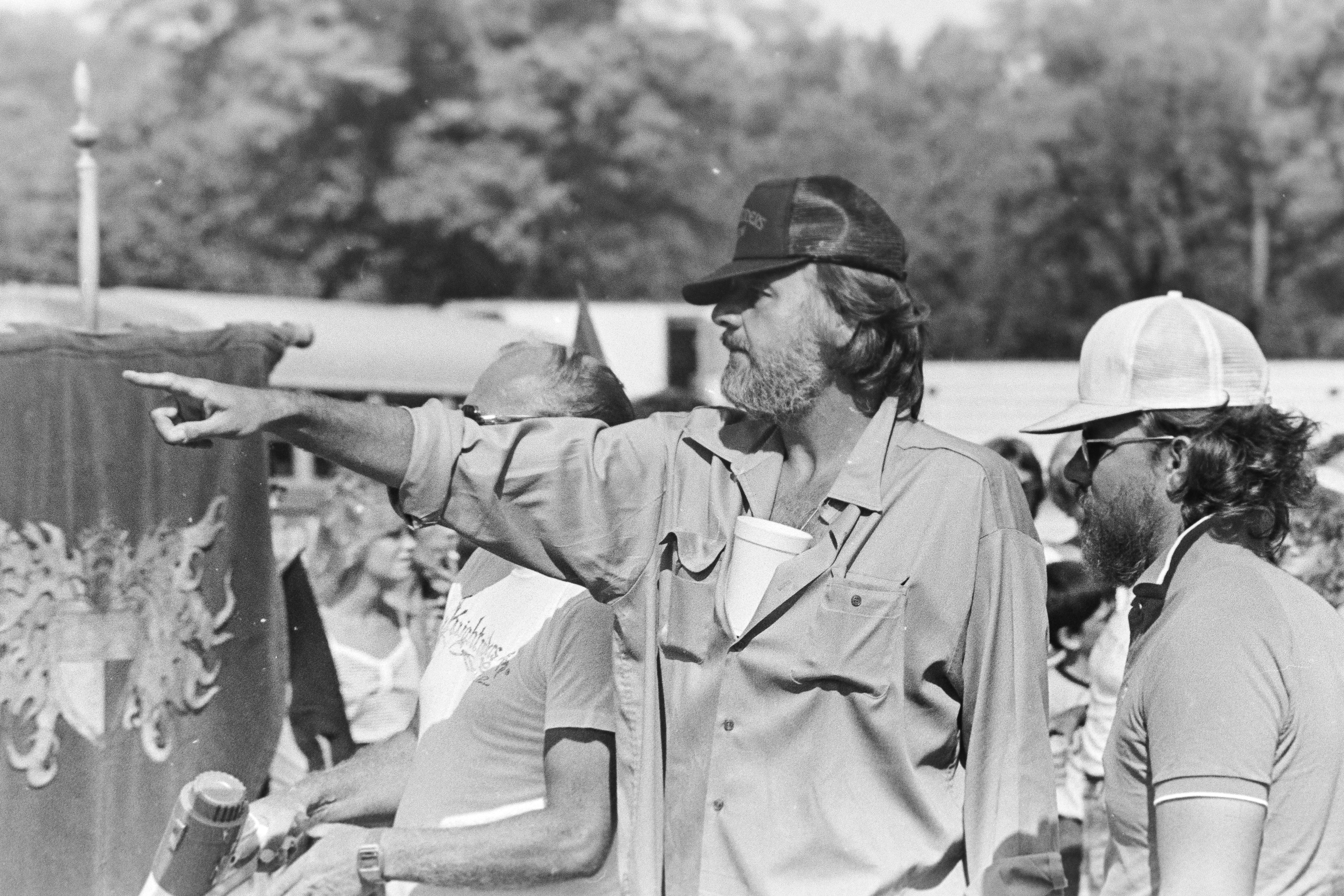
George A. Romero lors de la réalisation du film Knightriders (1981).

Parallèlement, Romero continue sa saga des zombies avec Le Jour des morts-vivants (Day of the Dead) en 1985, Le Territoire des morts (Land of the Dead) en 2005, Chroniques des morts-vivants (Diary of the Dead) en 2008 et Le Vestige des morts-vivants (Survival of the Dead) en 2010.
Il entreprend ensuite de mettre en scène un remake de l'un des meilleurs films de son ami Dario Argento, Les Frissons de l'angoisse. Prévu en 3D, le film n'est finalement pas tourné à cause du mécontentement d'Argento.
Romero est pressenti pour écrire et réaliser le film Resident Evil, mais il quitte le projet en 1999 à la suite de divergences artistiques avec la production car Capcom a refusé le scénario de Romero. Le script est néanmoins disponible sur le net, on constate que le film reprenait le scénario des deux premiers jeux Resident Evil. En effet, Romero avait demandé à un de ses assistants de jouer aux deux premiers Resident Evil et d'enregistrer ses parties sur cassette pour qu'il puisse écrire le scénario. Néanmoins, Romero a réalisé deux spots télévisés pour la télévision japonaise pour la publicité de Resident Evil 2.
Du 11 au 18 septembre 2011, George A. Romero préside le festival européen du film fantastique de Strasbourg.
En 2014, il fait paraître directement en bande dessinée le nouvel opus de sa saga zombiesque. Paru à un rythme régulier depuis janvier 2014 aux États-Unis, Empire of the Dead se déroule à New York et met en scène pour la première fois dans la saga des vampires en plus des zombies.

### Mort
George A. Romero meurt dans son sommeil le 16 juillet 2017 à Toronto, à l'âge de 77 ans, après une courte lutte contre un cancer du poumon. Il aurait passé ses dernières heures auprès de sa femme et de sa fille, à écouter la bande originale de L'Homme tranquille, un de ses films préférés.
Il est inhumé dans la nécropole de Toronto.

## Filmographie

### Réalisateur
- 1968 : La Nuit des morts-vivants (Night of the Living Dead)
- 1971 : There's Always Vanilla
- 1972 : Season of the Witch
- 1973 : La Nuit des fous vivants (The Crazies)
- 1975 : The Amusement Park
- 1977 : Martin
- 1978 : Zombie (Zombi / Dawn of the Dead)
- 1981 : Knightriders
- 1982 : Creepshow
- 1985 : Le Jour des morts-vivants (Day of the Dead)
- 1988 : Incidents de parcours (Monkey Shines)
- 1990 : Deux yeux maléfiques - segment La Vérité sur le cas de Monsieur Valdemar (Due occhi diabolici)
- 1992 : La Part des ténèbres (The Dark Half)
- 2000 : Bruiser
- 2005 : Le Territoire des morts (Land of the Dead)
- 2008 : Chronique des morts-vivants (George A. Romero's Diary of the Dead)
- 2009 : Le Vestige des morts-vivants (George A. Romero's Survival of the Dead)

### Scénariste
- 1968 : La Nuit des morts-vivants (Night of the Living Dead), de George A. Romero
- 1972 : Season of the Witch, de George A. Romero
- 1973 : La Nuit des fous vivants (The Crazies), de George A. Romero
- 1977 : Martin, de George A. Romero
- 1978 : Zombie (Zombi / Dawn of the Dead), de George A. Romero
- 1981 : Knightriders, de George A. Romero
- 1986 : Le Jour des morts-vivants (Day of the Dead), de George A. Romero
- 1987 : Creepshow 2, de Michael Gornick
- 1988 : Incidents de parcours (Monkey Shines), de George A. Romero
- 1989 : Darkside, les contes de la nuit noire (Tales from the Darkside), de John Harrison
- 1990 : La Nuit des morts-vivants (The Night of the Living Dead), de Tom Savini
- 1990 : Deux yeux maléfiques (Due occhi diabolici), de George A. Romero et Dario Argento
- 1992 : La Part des ténèbres (The Dark Half), de George A. Romero
- 2000 : Bruiser, de George A. Romero
- 2004 : L'Armée des morts (Dawn of the Dead, L'Aube des morts au Québec), de Zack Snyder (scénario original de Zombie)
- 2005 : Le Territoire des morts (Land of the Dead), de George A. Romero
- 2008 : Chronique des morts-vivants (Diary of the Dead), de George A. Romero
- 2009 : Le Vestige des morts-vivants (Survival of the Dead), de George A. Romero

### Acteur
- 1968 : La Nuit des morts-vivants (Night of the Living Dead), de George A. Romero
- 1977 : Martin, de George A. Romero
- 1978 : Zombie (Zombi / Dawn of the Dead), de George A. Romero
- 1986 : Le Jour des morts-vivants (Day of the Dead), de George A. Romero
- 1990 : Le Silence des agneaux (The Silence of the Lambs), de Jonathan Demme
- 2008 : Chronique des morts-vivants (Diary of the Dead), de George A. Romero
- 2011 : Deadtime Stories, de Jeff Monahan, Matt Walsh et Tom Savini

### Monteur
- 1968 : La Nuit des morts-vivants (The Night of the Living Dead), de George A. Romero
- 1973 : La Nuit des fous vivants (The Crazies), de George A. Romero
- 1977 : Martin, de George A. Romero
- 1978 : Zombie (Zombi / Dawn of the Dead), de George A. Romero
- 1981 : Knightriders, de George A. Romero

### Producteur
- 1968 : La Nuit des morts-vivants (Night of the Living Dead), de George A. Romero
- 1990 : La Nuit des morts-vivants (The Night of the Living Dead), de Tom Savini
- 1992 : La Part des ténèbres (The Dark Half), de George A. Romero
- 2009 : Scream Show (Deadtime Stories)
- 2010 : The Crazies (remake de La Nuit des fous vivants (The Crazies)), de Breck Eisner
- 2011 : Scream Show 2 (Deadtime Stories 2)

### Directeur de la photographie
- 1968 : La Nuit des morts-vivants (Night of the Living Dead), de George A. Romero

## Publications

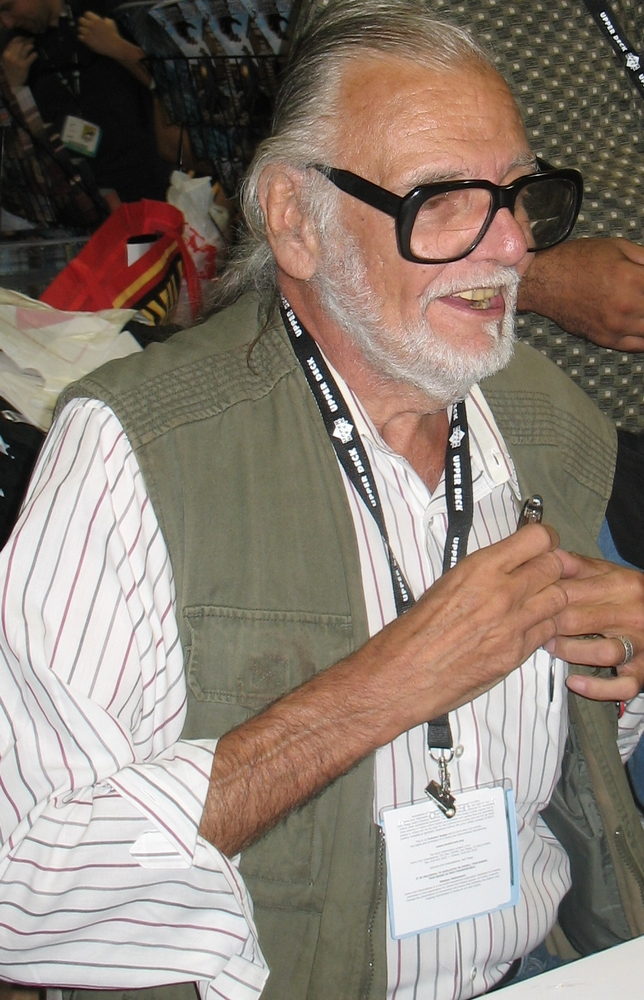
George A. Romero lors du Comic Con 2007.

### Roman jeunesse
- Le Petit Monde d'Humongo Dongo / George A. Romero ; trad. Laurent Buscaglia et Betty Short. Paris : Seuil jeunesse-Nemo, avril 1996, 96 p.  (ISBN 2-02-029382-X)

### Bandes dessinées
- Empire of the dead (volume 1) / scénario George A. Romero ; dessin Alex Maleev ; couleurs Matt Hollingsworth ; traduction Makma, Mathieu Auverdin. Nice : Panini Comics, 2014  (ISBN 978-2-8094-4249-6)
- Empire of the dead (volume 2) / scénario George A. Romero ; dessin Dalibor Talajić ; couleurs Rain Beredo ; traduction Makma, Mathieu Auverdin. Nice : Panini Comics, 2015  (ISBN 978-2-8094-4911-2)
- Empire of the dead (volume 3) / scénario George A. Romero ; dessin Andrea Mutti ; couleurs Rain Beredo ; traduction Makma, Mathieu Auverdin. Nice : Panini Comics, 2016  (ISBN 978-2-8094-5317-1)

### Scénario de film
- George A. Romero, « La Nuit des morts vivants : découpage intégral, dialogues bilingues et dossier », in L'Avant-scène cinéma no 619, janvier 2015, 147 p.  (ISBN 978-2-84725-114-2)

## Hommages
Dans Grand Theft Auto: Vice City et Grand Theft Auto V, le corbillard porte le nom de « Corbillard Romero ».
Romero fait une apparition dans l'un des modes de jeu du jeu vidéo Call of Duty: Black Ops dans lequel le joueur est confronté à des morts-vivants ; dans la carte "Call of the Dead", compris dans l'add-on Escalation sorti le 3 mai 2011, il tourne un film de zombie avec quatre acteurs, (de véritables stars de cinéma : Danny Trejo, Sarah Michelle Gellar, Robert Englund, Michael Rooker). Mais en plein tournage, parmi les acteurs et les figurants maquillés en zombie, un vrai mort-vivant arrive par surprise et enlève Romero, bientôt suivi d'innombrables autres zombies. Une fois que le joueur commence la partie (en incarnant l'un des quatre acteurs cités plus haut), Romero réapparaît sous forme zombifiée, suivant les joueurs à travers toute la carte et les attaquant s'ils le touchent ou lui tirent dessus. Il est immortel, sa disparition – temporaire – de la carte n'étant possible qu'au moyen d'un grand nombre de munitions d'armes spéciales.
Dans Saints Row: The Third dans le mode "Horde" une manche est appelée « la Vengeance de Romero », manche constituée de zombies.
Dans le jeu Lollipop Chainsaw, sorti en 2012 et écrit par James Gunn, la ville ainsi que le lycée de l'héroïne se nomment « San Romero », en hommage au créateur du genre.
Dans le quatrième épisode de la série d'animation japonaise Space Dandy, à la fin de l'épisode (donc avant le générique de fin) est affiché le nom de George A. Romero en tant que scénariste de l'histoire qui tourne à ce moment-là sur les zombies.
Dans Dead Island, premier du nom, à la mort du "« chaman » dans la quête Sang Pur le personnage Sam B. fait allusion au film de George Romero : La Nuit des morts-vivants.
Dans la trilogie de romans Feed, dont l'action se déroule dans un monde devenu hyper-sécuritaire à la suite de l'émergence d'un virus transformant la population en zombies, l'héroïne du livre se prénomme Georgia, comme beaucoup d'autres enfants (d'ailleurs, un membre de son équipe s'appelle Georgette), en hommage à George Romero.
Dans le jeu Dead Nation sur Playstation 3, 4 et vita, le trophée platine se nomme « Romero serait très fier ».
Dans le jeu vidéo Trapped Dead, l'hôpital du niveau 3 se nomme « Hôpital G. Romero ».
L'équipe du jeu Dying Light rend hommage à George Romero en publiant une vidéo intitulée : Our tribute to The Master. On peut voir une fresque ou est affiché une image de Romero avec son année de naissance et de mort ainsi que des zombies qui sont devant cette fresque et lui rendent hommage. À la fin le message suivant est inscrit : « THANK YOU FOR INSPIRING US ». Cette fresque est incluse dans le jeu, elle se situe près du garage de Jaffar.
Le premier épisode de la saison 8 de la série The Walking Dead est aussi dédié à la mémoire de George Romero.
Dans la série télévisée iZombie, ceux qui ont perdu leur intelligence sont appelés des « Romeros ».
Dans le film Super 8, le générique de fin montre le film des jeunes enfants. L'usine de produits chimiques d'où sont originaires les zombies s'appelle "Romero chemical".
Dans la série d'animation japonaise Zombie Land Saga, le chien zombie de Kōtarō se nomme Romero.
En 2023, le documentaire George A. Romero’s Resident Evil revient sur le travail de George A. Romero sur son adaptation avortée de Resident Evil.

#### Novélisation
- La Nuit des morts vivants (Night of the living dead) / John Russo ; trad. Vincent Pelletier ; d'après le scénario de John Russo et George Romero ; postface George Romero ; trad. Vincent Pelletier. Paris : Milady, coll. "Milady imaginaire", 2008, 211 p.  (ISBN 978-2-8112-0057-2)

#### Bandes dessinées
- Creepshow / scénario Stephen King ; dessin Berni Whrightson ; d'après le film de George A. Romero ; trad. Janine Bharucha. Paris : L'Écho des savanes-Albin Michel, coll. « Spécial USA » , 1983, 64 p.  (ISBN 2-226-01754-2). Rééd. Toulon : Soleil, coll. « Soleil US comics », 2011, 64 p.  (ISBN 978-2-302-01571-5). Rééd. Toulon : Soleil, DL 2012, 64 p.  (ISBN 978-2-302-02255-3)
- La Nuit des morts-vivants (vol. 1) / histoire & script John Russo, Mike Wolfer ; dessin Sebastian Fiumara, George Edison ; trad. Benjamin Rivière. Nice : Panini comics, 2012  (ISBN 978-2-8094-2360-0)
- La Nuit des morts-vivants (vol. 2) / histoire & script John Russo, Mike Wolfer ; dessin Edison George, Luis Czerniawski, Fabio Jansen, Mike Wolfer ; couleurs Andrew Dalhouse, Digikore ; trad. Benjamin Rivière. Nice : Panini comics, 2012  (ISBN 978-2-8094-2554-3)

#### Études
- Jérôme Fabre, "George A. Romero. La tétralogie des zombies", Jeune Cinéma no 298-299, automne 2005, sur le site de Jeune Cinéma
- Jean-Baptiste Thoret, Le Cinéma américain des années 1970 (Cahiers du Cinéma, 2006)
- Jean-Baptiste Thoret (sous la direction de), Politique des zombies, l'Amérique selon George Romero. Paris : Ellipses, coll. « Les grands mythes du cinéma », 2007, 212 p.  (ISBN 978-2-7298-3252-0). Rééd. Paris : Ellipses, coll. « Poche », 2015, 212 p.  (ISBN 978-2-340-00609-6)
- Frank Lafond (sous la direction de), George A. Romero, un cinéma crépusculaire. Paris : Michel Houdiard Éditeur, Paris, 2008, 223 p.  (ISBN 2-912673-93-3)
- (en) Tony Williams, George A. Romero : interviews. Jackson : University Press of Mississippi, coll. "Conversations with filmmakers series", 2011, 187 p.  (ISBN 9781617030277)
- (en) Kendall R. Phillips, Dark directions : Romero, Craven, Carpenter, and the modern horror film. Carbondale : Southern Illinois University Press, 2012, 215 p.  (ISBN 9780809330959)
- Jovanka Vuckovic et Jennifer Eiss ; avant-propos de George A. Romero, Zombies ! : une histoire illustrée des morts vivants. Paris : Hoëbeke, 2013, 176 p.  (ISBN 978-2-84230-483-6)
- Joachim Daniel Dupuis, George A.Romero et les zombies, autopsie d'un mort-vivant. Paris : L'Harmattan, coll. « Quelle drôle d'époque ! », 2014, 124 p.  (ISBN 978-2-343-04659-4)
- Barbara Le Maître (sous la direction de), La Nuit des morts-vivants, George A. Romero : précis de recomposition. Latresne : Le Bord de l'eau, coll. « Cinéfocales », 2016, 190 p.  (ISBN 978-2-35687-459-7)
- Julien Sévéon, George A. Romero : révolutions, zombies et chevalerie. Paris : Popcorn, coll. « Popcorn cinéma », 2017, 630 p.  (ISBN 978-2-919708-05-5)
- Julien Sévéon, George A. Romero, révolutions, zombies & chevalerie, 2de édition : édition Sirius, 692 p., présentation en ligne)

#### Article
- « George A. Romero : Diary of the Dead », Positif no 568, mai 2008, 111 p.